# James Ferguson (astrónomo)
James Ferguson (31 de agosto de 1797 – 26 de septiembre de 1867) fue un astrónomo estadounidense e ingeniero (ayudó a construir el Canal de Erie), nació en Escocia, fue quién hizo el primer descubrimiento de un asteroide desde Norteamérica descubriendo a (31) Eufrosina. Comenzó a trabajar en el Observatorio Naval de los Estados Unidos en Washington D. C. en 1847.
El asteroide (1745) Ferguson, descubierto desde el mismo observatorio, fue nombrado posteriormente en su honor.
| (31) Eufrosina | 1 de septiembre de 1854  |
| (50) Virginia  | 4 de octubre de 1857     |
| (60) Eco       | 14 de septiembre de 1860 |